# Цунамі

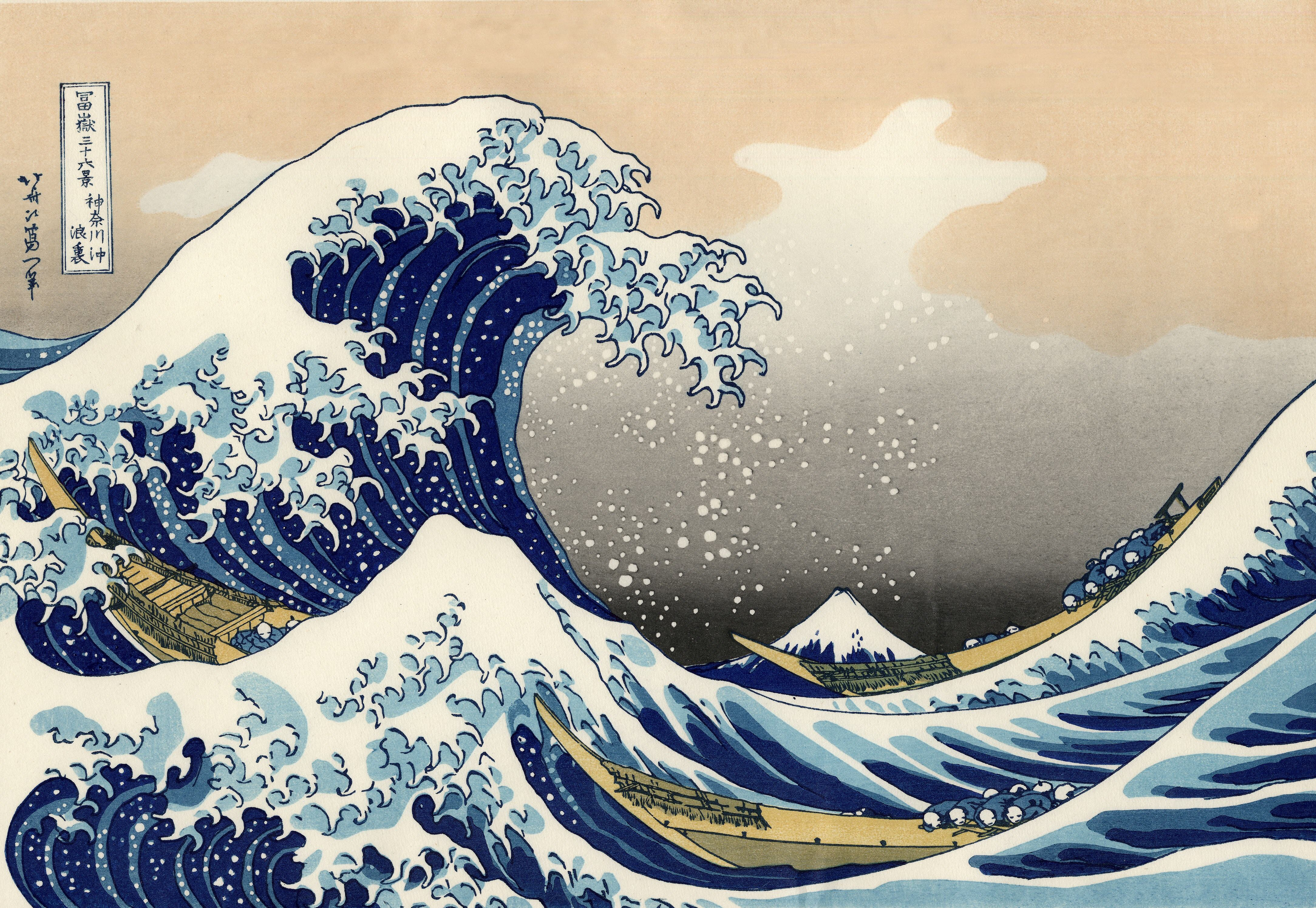
Кацусіка Хокусай. Укійо-е з серії «36 видів гори Фудзі». 1832.

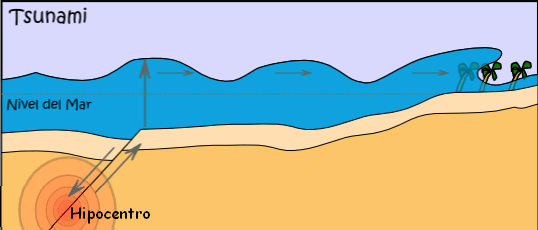
Схема підводного землетрусу та викликаного ним цунамі

Цунамі 26 грудня 2004 року в Індійському океані

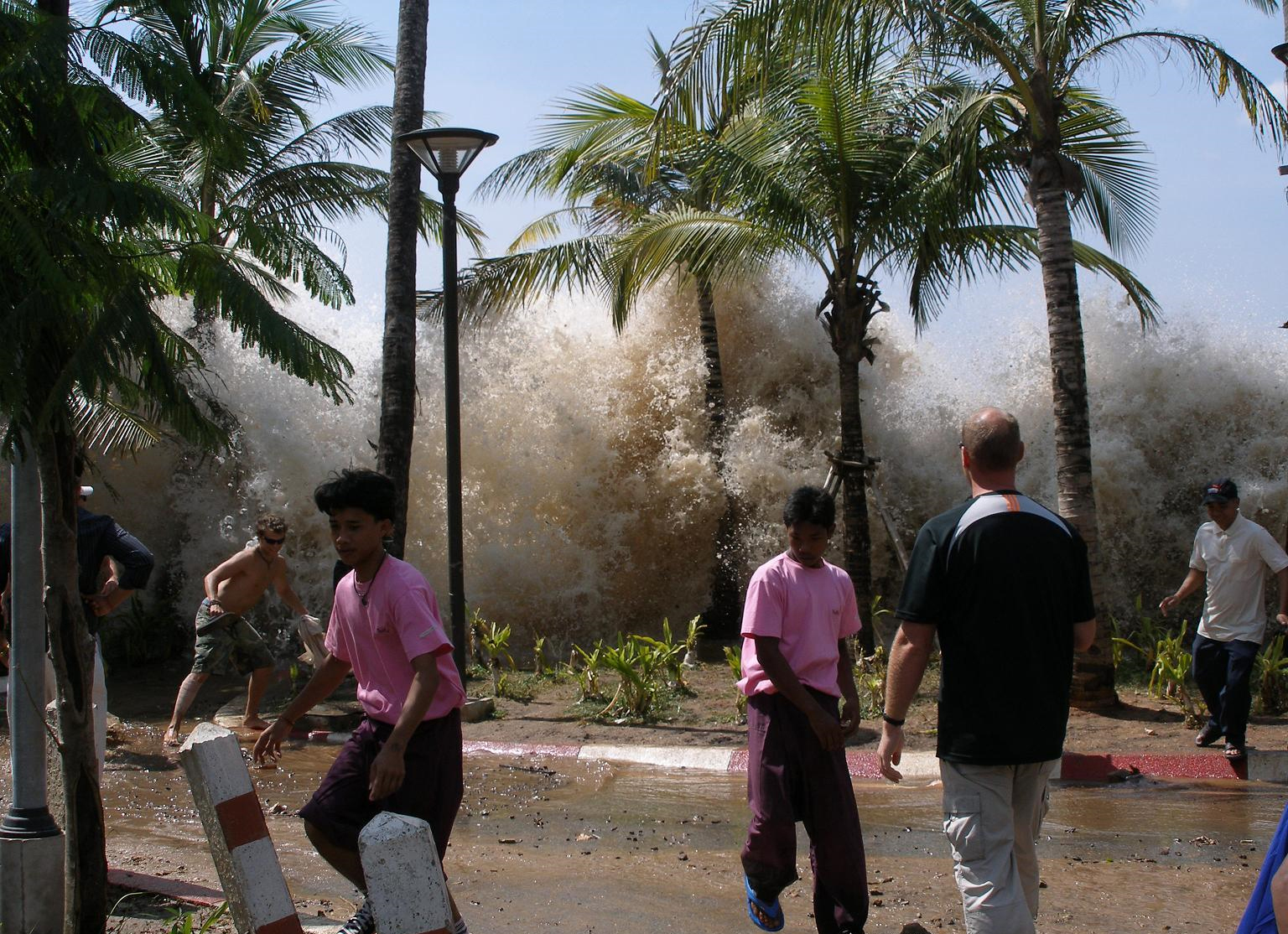
Хвиля цунамі в Ао-Нанг (Таїланд) 26 грудня 2004 р.

Цуна́мі (яп. 津波 — велика хвиля, що заливає бухту) — хвилі довжиною понад 500 м, які утворюються в морі чи в океані зазвичай унаслідок землетрусів чи вивержень вулканів на дні Світового океану або падіння астероїда тощо й охоплюють усю товщу води. На глибокій воді цунамі поширюється зі швидкістю кількасот кілометрів на годину й зазнає незначних втрат енергії.

## Загальна характеристика
Головна відмінність цунамі від інших видів хвиль на воді полягає в тому, що рухається вся товща води, а не лише приповерховий шар. У морі, на великій глибині цунамі не становлять загрози для судноплавства, їх можна навіть не помітити. Однак біля берега, коли глибина поступово зменшується, цунамі уповільнюється, а висота хвилі зростає, вона перетворюється на рухому стіну води. Під час виходу на мілину біля берега її висота може сягнути десятків метрів. Крім того, хвиля, що йде під кутом до берега, уповільнюється нерівномірно і має тенденцію розвертатися до берега.
Цунамі спостерігаються в багатьох місцях земної кулі, але найчастіше у західній частині Тихого океану. Багато з них супроводжувалися руйнуванням прибережних населених пунктів і людськими жертвами. Залежно від відстані від епіцентру землетрусу цунамі приходять до узбережжя за десятки хвилин, а то й годин.

## Причини цунамі
- Причиною більшості цунамі є підводний землетрус, під час якого відбувається зсув (підйом чи опускання) ділянки морського дна. Зазвичай виникає від трьох до п'яти хвиль, друга або третя найсильніші. Саме таке цунамі виникло під час землетрусу в Індонезії 2004 року і саме воно спричинило більшу частину його жертв і руйнувань.
- Крім того, причиною цунамі може бути зсув (обвал) великої кількості ґрунту, гірських порід безпосередньо в океан. Найвідомішим прикладом такого цунамі є гігантська хвиля у затоці Літуя[en] (Аляска, США), що виникла 9 липня 1958 року. Внаслідок землетрусу льодовик Літуя обвалився у затоку з висоти 900 м і викликав на протилежному кінці вузької затоки хвилю заввишки 500 (п'ятсот!) м. Не менш небезпечними є підводні зсуви у дельтах річок з високими накопиченнями відкладень.
- Вулканічні виверження створюють близько 5 % всіх цунамі. Великі підводні виверження створюють такий же еффект, як і землетруси. А під час потужних вулканічних вибухів довгі хвилі утворюються, коли вода заповнює кальдери (порожнини, що залишилися від вивергнутого матеріалу). Класичний приклад — цунамі, що виникло під час виверження вулкана Кракатау 1883 року. В околицях Яви й Суматри висота хвиль сягала 35—40 м, цунамі спостерігалося на Цейлоні, біля Південного берега Африки і на мисі Горн (Південна Америка). Причому поблизу останнього майже одночасно спостерігалося дві хвилі: одна огинала земну кулю зі сходу на захід, а інша — у протилежному напрямку.
- Різкі зміни повітряного тиску або швидкі пересування аномалій атмосферного тиску можуть виклика́ти метеоцунамі[en]. Такі типи хвиль є загальними для всього світу, але відомі здебільшого під своїми локальними (місцевими) назвами: Абікі (Японія), кат. Piccara (Балеарські острови) тощо.
- Цунамі можуть виникнути також від потужних підводних або надводних вибухів, але вони здебільшого мають локальний характер. Щоб викликати справжнє океанське цунамі потужності наявної ядерної або термоядерної зброї не достатньо. Хоча одночасний вибух кількох потужних водневих бомб, розташованих уздовж деякої лінії на дні океану, теоретично може викликати цунамі. Проте випробування ядерної зброї заборонено міжнародними договорами.
- Падіння досить значного метеорита (астероїда або комети) також може призвести до цунамі. А оскільки кінетична енергія такого тіла (через його швидкість) може перевищувати енергію, що вивільняється під час найпотужніших землетрусів, то падіння на поверхню океану може призвести до велетенського цунамі, що біля берегів матиме висоту понад 100 м.
- Підводні зсуви льоду в Антарктиді в результаті глобальної зміни клімату на Землі[2].
- Раптові цунамі без помітної сейсмічної активності[3][4].

## Фізичне пояснення
Хвилі цунамі мають надзвичайно довгий період (від двох хвилин до години) та, відповідно, велику довжину (десятки або сотні кілометрів), у той час як звичайні, створені вітром хвилі мають період до 10 секунд та довжину хвилі до 150 м. Оскільки довжина хвилі цунамі набагато більша за глибину водоймища, то до розповсюдження таких хвиль можна застосувати так зване наближення мілини: хвиля на мілині рухається зі швидкістю, що дорівнює квадратному кореневі від добутку прискорення вільного падіння на глибину водоймища:
{\displaystyle V={\sqrt {g\cdot H}}},
де {\displaystyle g} — прискорення вільного падіння (9,8 м/с2), а {\displaystyle H} — глибина.
Наприклад, на глибині 4000 м, швидкість становитиме близько 200 м/с (720 км/год), а на глибині 40 м — лише 20 м/с (72 км/год). Найбільша швидкість руху цунамі, яку вдалося виміряти, становила 1000 км/год. На ілюстрації цунамі 2004 року показано, як профіль дна Індійського океану впливає на розповсюдження хвиль.
Енергія хвилі цунамі є постійною величиною, що залежить від її висоти та швидкості.

## Небезпека
Хвиля цунамі висотою декілька метрів має набагато сильнішу руйнівну дію, ніж штормові хвилі тієї ж висоти. Причин, що викликають такі наслідки, декілька:
- Під час шторму відбувається рух лише приповерхового шару води; під час цунамі рухається вся товща. Отже, під час цунамі на берег вихлюпується набагато більше води.
- Швидкість цунамі набагато більша швидкості вітрових хвиль, навіть біля берега. Отже, кінетична енергія набагато більша.
- Під час шторму хвилі збільшуються поступово, що надає можливість відійти у безпечне місце. До того ж штормові попередження надають можливість вжити заходів безпеки, евакуюватися. Цунамі ж приходить раптово: системи попередження цунамі є не всюди, і працюють вони не завжди.
- Цунамі зазвичай приходить кількома хвилями. Перша хвиля не найбільша, але вона змочує поверхню суходолу й зменшує опір для наступних. Крім того, після першої хвилі люди іноді повертаються до берега — допомогти постраждалим, оцінити збитки, не здогадуючись про наступні хвилі, інтервал між якими може становити від кількох хвилин до години.

## Шкала інтенсивності цунамі
- 1 бал — дуже слабке. Хвиля реєструється лише приладами, що вимірюють зміну висоти рівня моря.
- 2 бали — слабке. Може затопити пласке узбережжя. Її помічають тільки досвідчені рибалки та моряки.
- 3 бали — середньої сили. Помічається всіма спостерігачами. Пласкі узбережжя затоплено, легкі судна може бути викинуто на берег. У гирлах річок течія може змінитись на зворотну. Портові споруди зазнають невеликих руйнувань.
- 4 бали — сильне. Узбережжя затоплено, прибережні споруди пошкоджено. Великі вітрильники і невеликі моторні судна викинуто на суходіл, а згодом знову змито в море. Береги засмічено уламками й сміттям.
- 5 балів — дуже сильне. Приморські території затоплено. Пошкоджено моли. Великі судна викинуто на берег. Значні збитки у внутрішній частині узбережжя. Усе навкруги вкрито уламками. У гирлах річок високі штормові нагони. Людські жертви.
- 6 балів — катастрофічне цунамі. Повне спустошення узбережжя та прилеглої території. Суходіл затоплено на значну відстань. Пошкоджено найбільші кораблі. Значна кількість жертв.

## Системи попередження цунамі

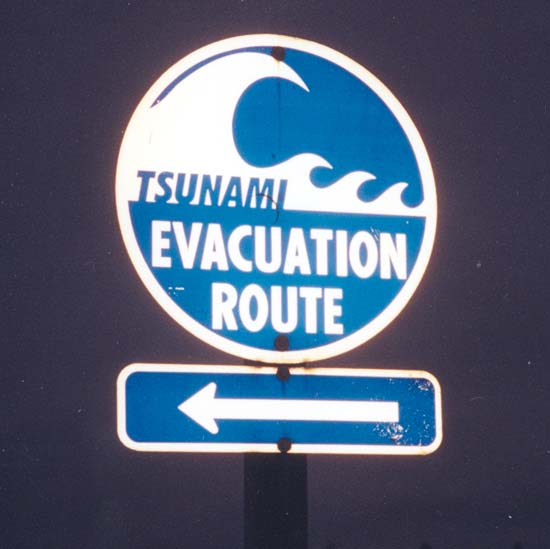
Знак, що показує шлях евакуації від цунамі на автошляху в Альбердіні, Вашингтон, США

Цунамі можуть призводити до значних руйнувань на узбережжі та островах, навіть на відстанях, де початковий землетрус реєструється лише приладами.
Найбільшу загрозу цунамі становлять для місць на узбережжі океанів неподалік сейсмічних зон — о. Гаїті, Японія, Філіппіни. Понад 80 % усіх цунамі реєструються на периферії Тихого океану.
Поштовхи від землетрусу, які фіксують сейсмографи, передаються по земній корі в декілька разів швидше від руху хвилі цунамі. Системи попередження цунамі будуються здебільшого на обробці сейсмічної інформації: якщо землетрус має магнітуду понад 7 і його епіцентр розташовано під водою, подається попередження про цунамі. Залежно від регіону та заселеності узбережжя сигнали можуть відрізнятися. Досить ефективним способом для встановлення небезпеки цунамі є спостереження за рівнем води з допомогою мореографа (прилад для автоматичного запису коливань рівня води). Значні підйоми рівня в районах близьких до зони землетрусу свідчать про загрозу для населення прибережних районів. Певним попередженням про надходження цунамі може служити раптовий відступ води від берегів, що передує хвилі.
Суттєвим моментом системи попередження є інформованість населення. Дуже важливо, щоб мешканці узбережжя уявляли, яку загрозу становить цунамі. Наприклад, в Японії існують численні освітні програми про природні катастрофи, а в Індонезії здебільшого не знають про цунамі, що й зумовило велику кількість жертв цунамі 2004 року попри те, що у мешканців цієї країни мав би бути відповідний досвід.

## Найбільші цунамі другої половини XX і початку XXI століть

### Друга половина XX століття
- 5.11.1952, Сєверо-Курильськ (Росія).

Цунамі, спричинене потужним землетрусом (оцінка магнітуди за різними джерелами становить від 8,3 до 9), що стався в Тихому океані за 130 км від узбережжя Камчатки. Три хвилі заввишки до 15—18 м (за різними джерелами) знищили місто Сєверо-Курильськ та завдали збитків низці інших населених пунктів. За офіційними даними, загинули понад дві тисячі людей.
- 9.03.1957, Аляска (США).

Цунамі, викликане землетрусом з магнітудою 8,6, що стався на Андреянівських островах (Аляска), який утворив дві хвилі, із середньою висотою 15 і 8 м відповідно. На острові Кауаї, хвиля сягала висоти 16 м. Крім того в результаті землетрусу прокинувся вулкан Всевідова, розташований на острові Умнак і, який не вивергався близько 200 років. Через стихійне лихо загинуло понад 300 осіб.
- 9.07.1958, затока Літуйя, південний захід Аляски (США).

У результаті землетрусу магнітудою 7,8 з гір стався великий зсув ґрунту. У води затоки звалилось близько 30 мільйонів кубічних метрів каміння та льоду. Це привело до утворення гігантської хвилі цунамі висотою понад 525 м, що рухалась зі швидкістю 160 км/год. Вона вважається найвищою хвилею цунамі, що відома людству. Жертвами стихійного лиха стали 5 людей
- 27.03.1964, Аляска (США).

Найбільший на Алясці землетрус (магнітудою 9,2), стався у затоці Принца Вільяма, спричинив цунамі з декількох хвиль, з найбільшою висотою — 67 м. Узбережжя Аляски зазнало ударів п'яти цунамі. Завдяки тому що перша хвиля не виявилася найбільш руйнівною, жителі прибережних міст встигли евакуюватися. В результаті катастрофи загинуло 139 людей.
- 17.07.1998, Сіссано (Папуа Нова Гвінея).

Землетрус із магнітудою 7,1, стався на північно-західному узбережжі острова Нова Гвінея, викликав потужний підводний зсув ґрунту, який породив цунамі, у результаті якого загинуло 2183 особи. Максимальна висота хвилі сягала 15 м.

### XXI століття
- 26.12.2004, Південно-Східна Азія.

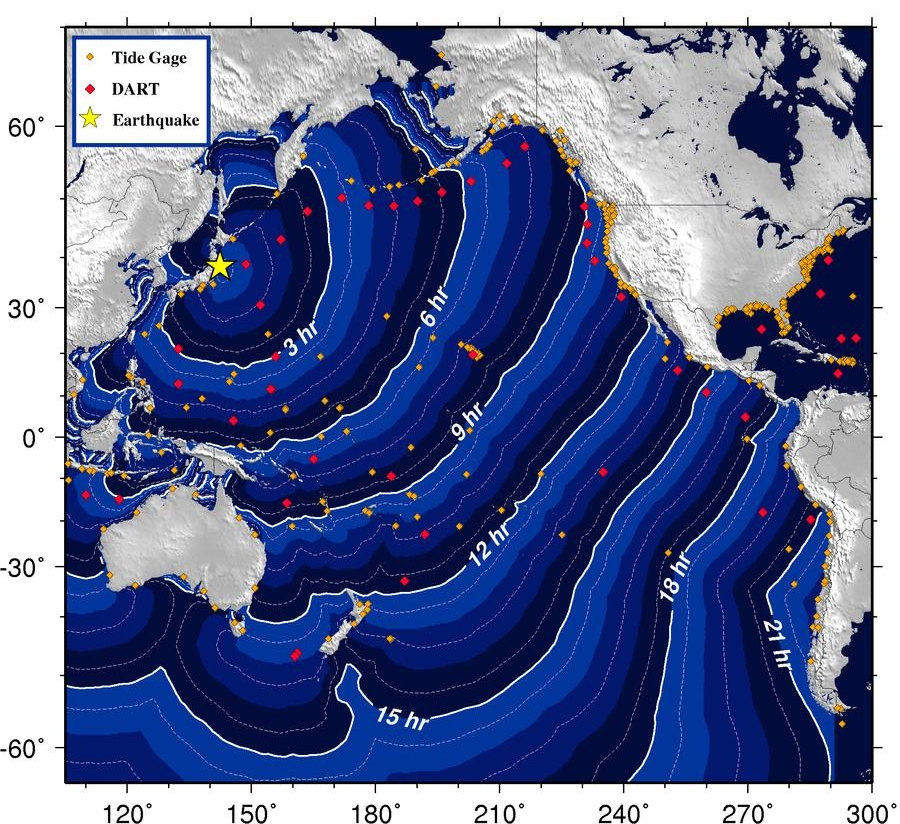
Поширення хвиль цунамі після землетрусу у Японії 11 березня 2011 року. NOAA

О 00:58 стався землетрус в Індійському океані — один з найпотужніших (магнітудою 9,1) серед зареєстрованих, що спричинив найсмертоносніше з усіх відомих цунамі. Висота хвиль досягала від 30 до 50 м. Від цунамі постраждали 14 країн Азії (Індонезія — 180 тис. осіб загинуло, Шрі-Ланка — понад 31 тис. осіб загинуло, Таїланд — понад 5 тис. загиблих та ін.) та Східної Африки (Сомалі та ін.). Загальне число загиблих становить 227 898 осіб.
- 2.04.2007, Соломонові острови.

Цунамі, викликане землетрусом магнітудою 8,1, що стався у південній частині Тихого океану. Висота хвиль досягала 12 м. Хвилі у декілька метрів висотою досягли і узбережжя Нової Гвінеї. Жертвами цунамі стали 50 людей.
- 11.03.2011, Японія.

Сильний землетрус магнітудою 8,9 з епіцентром, що знаходився за 373 км на північний схід від Токіо, спричинив цунамі з висотою хвилі, що перевищувала 40 м. За отриманими даними, гіпоцентр землетрусу залягав на глибині 32 км східніше від північної частини острова Хонсю, і простягався на відстань до 500 км. Крім того, землетрус і викликане ним цунамі стали причиною аварії на Першій Фукусімській АЕС.
Станом на 10 липня 2015 року, офіційне число загиблих в результаті землетрусу та цунамі у 12 префектурах Японії становило 15 892 особи, 2576 осіб вважалися зниклими безвісти в 6 префектурах, 6152 осіб поранено у 20 префектурах

## Суперцунамі
Суперцунамі — це падіння на поверхню планети небесних тіл. На думку вчених, простежується закономірність в різких кліматичних змінах на кордоні плейстоцену та голоцену і падінням великих метеоритів на земну поверхню в акваторію океанів. У деяких дослідженнях представлені геологічні, археологічні та історичні свідчення трьох найбільших кліматичних катастроф, які можливо відбувались на Землі — 12 900, 4300—4500 років тому та в 536—540 рр. нашої ери.

### Древні сліди суперцунамі
Міжнародна команда археологів під керівництвом фахівців із Колумбійського університету (США) робили дослідження наслідків катастрофічного зсуву ґрунту, що стався в давнину в архіпелазі Кабо-Верде і викликав гігантське цунамі, закинув масивні валуни на величезне плато. За словами науковців, такі події надзвичайно рідкісні, але водночас можуть бути і надзвичайно руйнівними, якщо вони трапляться поблизу населеної прибережної зони.
Сама катастрофа сталася близько 73 тис. років тому біля західного узбережжя Африки. Вчені вже встановили причину — виверження вулкана на Фого, одному з південних островів архіпелагу. Сліди вибуху на краю кальдери вулкана дають змогу представити величину гірської секції, яка була знищена ним. Вибух був справді величезний. Сьогодні 160 км³ породи, яка колись становила гірський схил, перебувають на морському дні. А на о. Сантьяго на відстані в 55 км від нього вчені виявили шари піску, принесеного цунамі.
Крім того, вчені виявили на о. Сантьяго численні валуни, хаотично розкидані по місцевості. Вони описали 49 валунів, починаючи від порівняно невеликих і закінчуючи величезними брилами, завбільшки з вантажівку і вагою більше 700 т. Вчені вважають, що вони також з'явилися тут в результаті катастрофічного виверження. Беручи до уваги розміри валунів, висоту плато і рельєф місцевості, вони припустили, що цунамі, що виникло в результаті виверження вулкана, могло розкидати валуни до місць висотою до 270 м над рівнем моря, аж до о. Сантьяго.
У 1958 році зафіксовано землетрус на Алясці, який викликав зсув у бухті Літуйя (США), висота цунамі сягала заввишки 525 м. Це була найвища хвиля із зареєстрованих документально.
Руйнівна сила раптового обвалення схилу вулканом чи підводного зсуву, що викликають цунамі, все ще недооцінена. Хвилі, що виникають унаслідок таких подій, цілком здатні зруйнувати цілі міста. Найбільш небезпечними місцями вчені виокремлюють найвищі точки в Тихому океані, де розташовуються тисячі вулканічних острівців.